# Forceville-en-Vimeu
Forceville-en-Vimeu és un municipi francès situat al departament del Somme i a la regió dels Alts de França. L'any 2007 tenia 269 habitants.

## Demografia

### Població

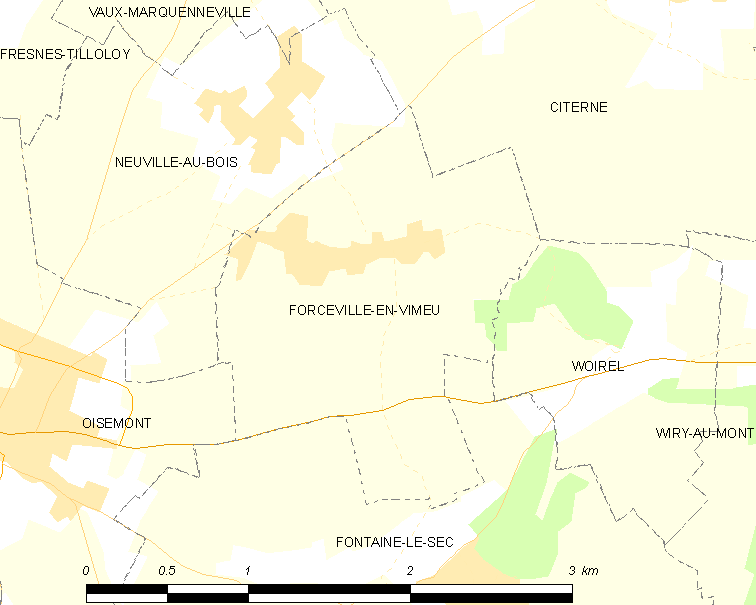

El 2007 la població de fet de Forceville-en-Vimeu era de 269 persones. Hi havia 116 famílies de les quals 36 eren unipersonals (36 dones vivint soles i 36 dones vivint soles), 32 parelles sense fills, 36 parelles amb fills i 12 famílies monoparentals amb fills.
La població ha evolucionat segons el següent gràfic:
Habitants censats

### Habitatges
El 2007 hi havia 129 habitatges, 114 eren l'habitatge principal de la família, 9 eren segones residències i 6 estaven desocupats. Tots els 127 habitatges eren cases. Dels 114 habitatges principals, 100 estaven ocupats pels seus propietaris, 11 estaven llogats i ocupats pels llogaters i 3 estaven cedits a títol gratuït; 5 tenien dues cambres, 14 en tenien tres, 37 en tenien quatre i 58 en tenien cinc o més. 88 habitatges disposaven pel capbaix d'una plaça de pàrquing. A 53 habitatges hi havia un automòbil i a 43 n'hi havia dos o més.

### Piràmide de població

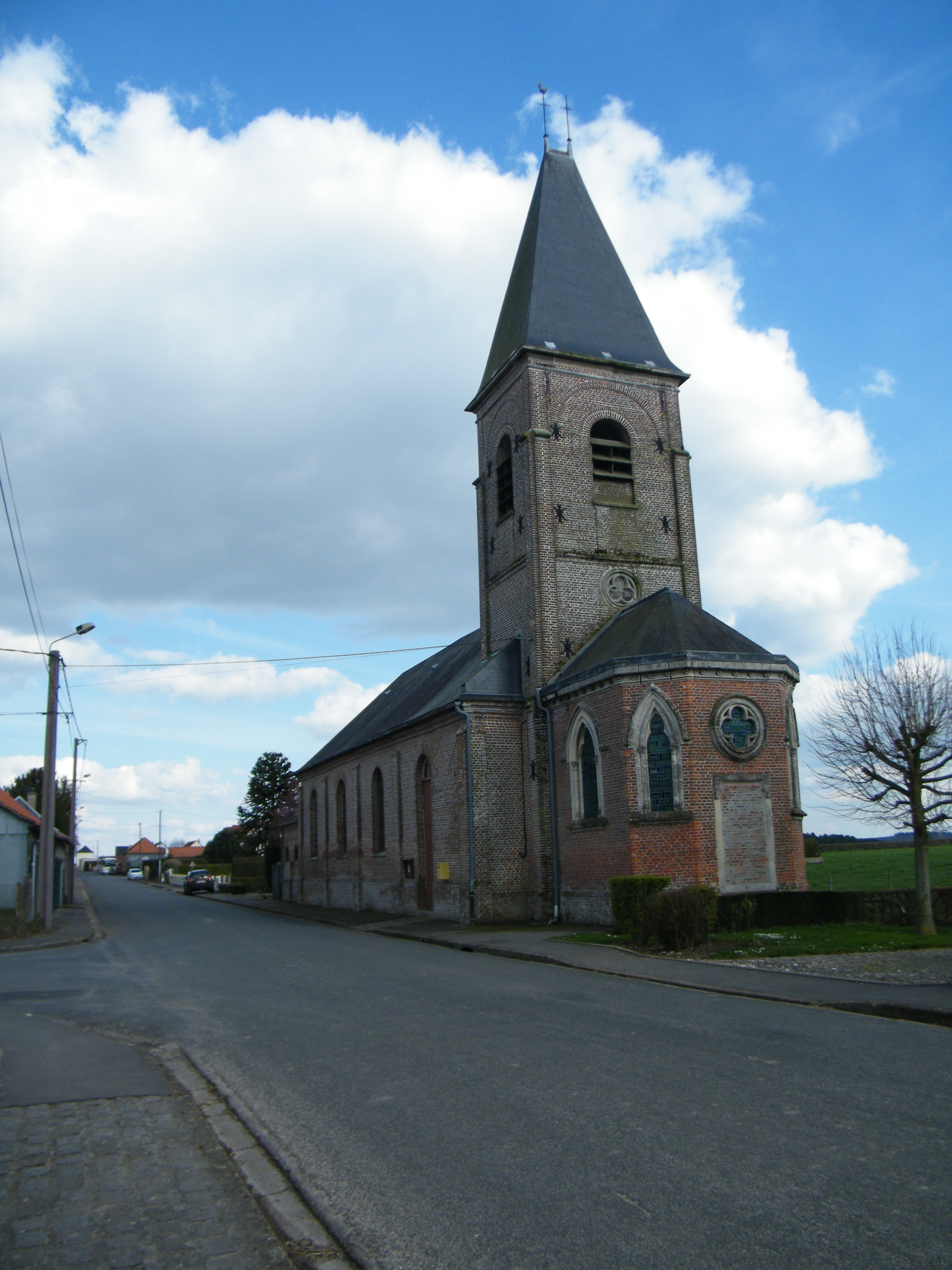

La piràmide de població per edats i sexe el 2009 era:
| Homes | Edats   | Dones |
| ----- | ------- | ----- |
| 0     | 95 o +  | 0     |
| 0     | 90 a 94 | 0     |
| 0     | 85 a 89 | 0     |
| 0     | 80 a 84 | 4     |
| 12    | 75 a 79 | 8     |
| 16    | 70 a 74 | 12    |
| 0     | 65 a 69 | 16    |
| 8     | 60 a 64 | 8     |
| 0     | 55 a 59 | 4     |
| 16    | 50 a 54 | 8     |
| 8     | 45 a 49 | 12    |
| 4     | 40 a 44 | 4     |
| 8     | 35 a 39 | 0     |
| 8     | 30 a 34 | 8     |
| 24    | 25 a 29 | 8     |
| 4     | 20 a 24 | 8     |
| 4     | 15 a 19 | 4     |
| 12    | 10 a 14 | 20    |
| 8     | 5 a 9   | 4     |
| 4     | 0 a 4   | 8     |

## Economia

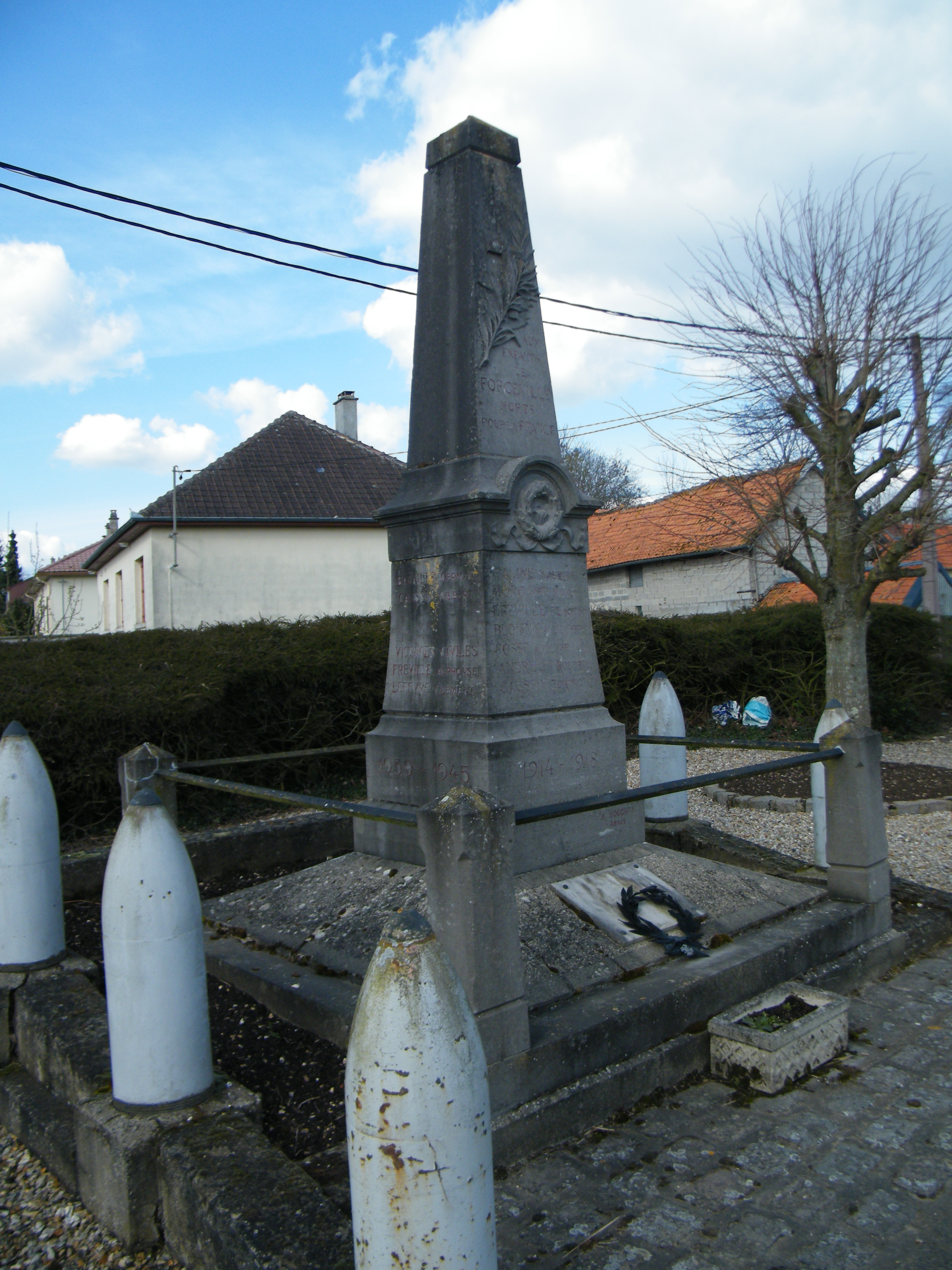

El 2007 la població en edat de treballar era de 165 persones, 112 eren actives i 53 eren inactives. De les 112 persones actives 100 estaven ocupades (55 homes i 45 dones) i 12 estaven aturades (7 homes i 5 dones). De les 53 persones inactives 20 estaven jubilades, 16 estaven estudiant i 17 estaven classificades com a «altres inactius».

### Ingressos

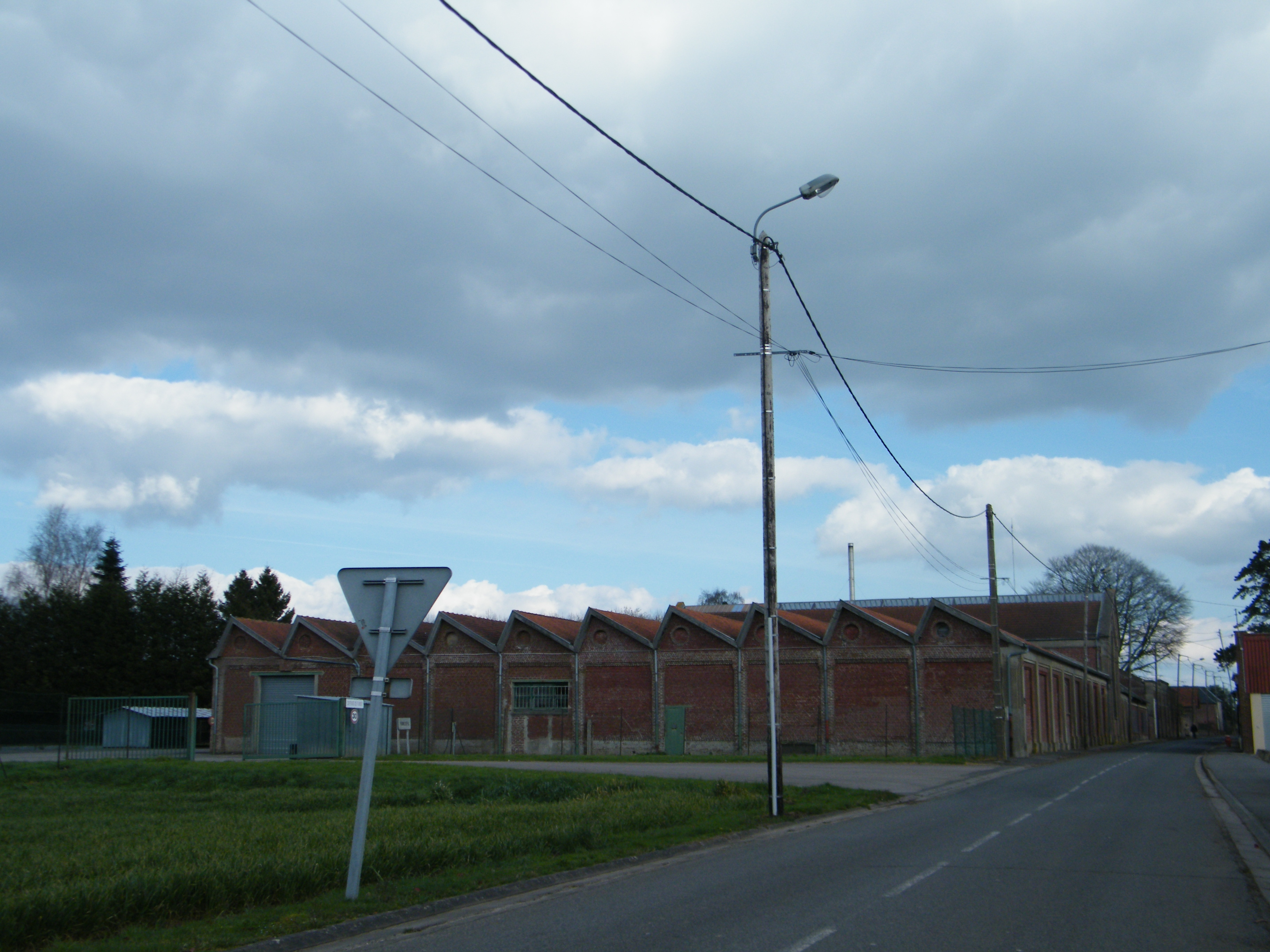

El 2009 a Forceville-en-Vimeu hi havia 110 unitats fiscals que integraven 259 persones, la mediana anual d'ingressos fiscals per persona era de 15.081 €.

### Activitats econòmiques
Dels 4 establiments que hi havia el 2007, 1 era d'una empresa extractiva, 1 d'una empresa de fabricació d'altres productes industrials, 1 d'una empresa de construcció i 1 d'una empresa d'hostatgeria i restauració.
L'únic servei als particulars que hi havia el 2009 era un guixaire pintor.
L'any 2000 a Forceville-en-Vimeu hi havia 10 explotacions agrícoles.

## Equipaments sanitaris i escolars
El 2009 hi havia una escola maternal integrada dins d'un grup escolar amb les comunes properes formant una escola dispersa.

## Poblacions més properes
El següent diagrama mostra les poblacions més properes.